# جين هيراتسوكا
جين هيراتسوكا (باليابانية: 平墳 迅) (19 مايو 1999 في غيفو في اليابان – )؛ هو لاعب كرة قدم سابق كان يلعب كمهاجم.

## وصلات خارجية
- جين هيراتسوكا على موقع رابطة كرة القدم اليابانية للمحترفين (اليابانية)
- جين هيراتسوكا على موقع قاعدة بيانات كرة القدم.إي يو (الإنجليزية)
- جين هيراتسوكا على موقع Soccerway.com (الإنجليزية)
- جين هيراتسوكا على موقع عالم كرة القدم.نت (الإنجليزية)